# Naruto Shippuden: Road to Ninja
Pour plus de détails, voir Fiche technique et Distribution.
Naruto Shippuden: Road to Ninja (Road to Ninja: Naruto the Movie) est le neuvième film japonais basé sur le manga Naruto et le sixième film tiré de l'anime Naruto Shippûden, sorti le 28 juillet 2012 au Japon. C'est Masashi Kishimoto lui-même qui supervise le film. L'épisode 271 de Naruto Shippuden, En route vers Sakura (Road to Sakura), est une introduction au film et l'épisode 311, Prologue of Road to Ninja, est un prologue du film.[réf. souhaitée]

## Synopsis
Il y a seize ans, le village caché de Konoha a été attaquée par Kyûbi qui a été relâché par un homme mystérieux, l'homme masqué. Pour sauver le village, le quatrième Hokage, Minato et sa femme Kushina décident ensemble de sceller la moitié du chakra de Kyûbi dans le corps de leur fils qui venait tout juste de naître. En sacrifiant leurs vies, ils ont non seulement réussi à sauver le village, mais en plus de ça ils ont confié le futur du village à leur fils, Naruto.
Le temps a passé. Puis les membres de l'Akatsuki : Pain, Konan, Itachi, Kisame, Deidara, Sasori, Hidan et Kakuzu attaquent Konoha. Mais Naruto et ses compagnons les en empêchent et réussissent à les contrer. Cependant, le fait que ces membres de l'Akatsuki qui sont normalement morts soient revenus à la vie reste un mystère. Tous les ninjas reçoivent des louanges de leurs familles pour avoir effectué une dangereuse mission. Naruto, qui n'a pas connu ses parents, se sent davantage seul. Un soir, soudainement, l'homme masqué apparaît dans le village. Sa technique oculaire frappe alors Naruto et Sakura. Les deux amis réapparaissent alors dans le village, mais tombent sur Kiba, Hinata et Shino qui ont radicalement changé d'attitude : Kiba déteste les chiens mais aime les chats, Shino se promène tout le temps avec un insecticide car il déteste les insectes et Hinata, timide d'habitude, se comporte de manière agressive, sûre d'elle et peut frapper quiconque touche Naruto (y compris Sakura). Complètement perdus, ils se demandent ce qui se passe. Ils rencontrent également les membres de l'équipe 10 (Ino, Shikamaru et Chôji) qui se comportent également de façon étrange : Ino est plus timide et appelle ses amies «chérie», Shikamaru se comporte comme un enfant et Chôji est devenu mince et déteste la gourmandise, en plus d'être plus intelligent que Shikamaru. Ils retrouvent également leur ancien camarade Sasuke de retour au village qui a lui aussi changé de style vestimentaire et de comportement (il passe son temps à draguer les filles avec une rose). Dans cet univers d'illusion, le 4e Hokage n'est autre que le père de Sakura, Kizashi et cette dernière se fait appeler «fille de héros» par les habitants ainsi que les enfants du village. Le lendemain, les ninjas du village (à part Rock Lee) se retrouvent aux bains publics. Naruto se rend compte que Neji a aussi changé : c'est devenu un pervers qui mate les filles nues, en particulier sa cousine Hinata. Malheureusement, Lee tombe accidentellement dans le vestiaire des filles alors qu'il s'entraînait et ce dernier se retrouve portant les sous-vêtements de sa camarade Tenten. En dehors du village, un jeune homme masqué fait son apparition et Tobi lui propose de s'allier à lui pour détruire Konoha. Tsunade confie alors la mission à Naruto, Sakura, Minato, Kushina, Kakashi et Gaï de retrouver un parchemin que Jiraya a laissé avant de mourir. Kakashi se comporte comme le Gaï qu'ils connaissent, alors que ce dernier se conduit comme un vieillard. Dans cet univers d'illusion, les rôles s'inversent entre Naruto et Sakura : en effet, Naruto découvre que ses parents sont toujours vivants et Sakura, quant à elle, se retrouve orpheline et, pour la première fois de sa vie, réalise enfin ce qu'a éprouvé Naruto durant toute sa vie : la souffrance de la solitude. Comprenant que Naruto avait raison concernant ce monde factice, Sakura décide de le retrouver pour repartir d'où ils viennent, mais s'aperçoit que Naruto est heureux dans ce monde, vivant aux côtés de ses parents.
Le jeune homme masqué attaque le village. Naruto et ses camarades tentent de l'en empêcher mais ce dernier, trop fort pour eux, capture Sakura et utilise une technique sombre du shuriken tourbillonnant pour détruire le village. Naruto décide de partir la sauver et porte la veste de son père en guise d'encouragement. Il retrouve le jeune homme masqué et le combat commence. Lorsque celui-ci invoque 9 créatures, les membres de l'Akatsuki viennent en aide à Naruto (sur ordre de Tsunade) afin de lui permettre de poursuivre son combat contre le jeune homme masqué et Itachi sauve Sakura. Le jeune homme masqué dévoile enfin son vrai visage : il s'agit de Menma Namikaze, le vrai fils des parents de Naruto dans cet univers d'illusion. Celui-ci fait appel à Kyûbi et Naruto décide d'en faire le même, en difficulté dans le combat. Naruto bat Menma une première fois mais Tobi prend le contrôle de son corps pour utiliser un genjutsu afin de lui extirper Kyûbi. Sakura intervient alors et tente de faire gagner du temps à son ami pour qu'il retrouve ses esprits. Naruto affronte à nouveau Menma mais cette fois-ci remporte le combat avec la même tactique que son père avait utilisé par le passé contre Tobi, l'« Orbe tourbillonnant ». Grâce à cette attaque, son adversaire retrouve son apparence normale. Naruto et Sakura, ayant accompli leur mission, retournent dans leur univers d'origine.
Sakura est émue de retrouver ses parents et Naruto est accueilli chez lui par Iruka.

## Fiche technique
- Titre original : Road to Ninja: Naruto the Movie
- Titre alternatif : ロード・トゥ・ニンジャ
- Réalisation : Hayato Date
- Scénario : Yuka Miyata, Masashi Kishimoto
- Direction artistique : Masashi Kishimoto, Tetsuya Nishio, Hirofumi Suzuki
- Musique : Yasuharu Takanashi
- Sociétés de production : Aniplex, Bandai Co., Ltd., Dentsu Inc., Shueisha, Studio Pierrot, Tōhō, TV Tokyo
- Société de distribution : Tōhō
- Pays d'origine :  Japon
- Langue originale : japonais
- Format : couleur - 1,85:1
- Genre : Action, aventure et fantasy
- Durée : 110 minutes
- Dates de sortie :
  -  Japon : 28 juillet 2012
  -  France :
    - 6 juin 2013 (sorti en salles uniquement en VOSTFr)[5]
    - 28 août 2013 en DVD sous le titre Naruto le film : Road to Ninja[6]

## Doublage
| Personnages      | Voix japonaises    | Voix françaises       |
| ---------------- | ------------------ | --------------------- |
| Naruto Uzumaki   | Junko Takeuchi     | Carole Baillien       |
| Sakura Haruno    | Chie Nakamura      | Maïa Baran            |
| Sasuke Uchiwa    | Noriaki Sugiyama   | Christophe Hespel     |
| Saï              | Satoshi Hino       | Maxime Donnay         |
| Minato Namikaze  | Toshiyuki Morikawa | Gauthier de Fauconval |
| Kushina Uzumaki  | Emi Shinohara      | Prunelle Rosier       |
| Kakashi Hatake   | Kazuhiko Inoe      | Lionel Bourguet       |
| Chôji Akimichi   | Kentarō Itō        | Thierry Janssen       |
| Neji Hyûga       | Kouichi Toochika   | Xavier Percy          |
| Kiba Inuzuka     | Kōsuke Toriumi     | Xavier Percy          |
| Gaï Maito        | Masashi Ebara      | Bruno Georis          |
| Tobi             | Noaya Uchida       | Alexandre Crépet      |
| Ino Yamanaka     | Ryoka Yuzuki       | Alexandra Corréa      |
| Shino Aburame    | Shinji Kawada      | Alexandre Crépet      |
| Shikamaru Nara   | Shôtarô Morikubo   | Jean-Pierre Denuit    |
| Rock Lee         | Yoichi Masukawa    | Jean-Pierre Denuit    |
| Tenten           | Yukari Tamura      | Élisabeth Guinand     |
| Hinata Hyûga     | Nana Mizuki        | Élisabeth Guinand     |
| Konan            | Atsuko Tanaka      | Julie Basecqz         |
| Itachi Uchiwa    | Hideo Ishikawa     | Laurent Vernin        |
| Nagato           | Junpei Morita      | David Manet           |
| Deidara          | Katsuhiko Kawamoto | Valéry Bendjilali     |
| Pain             | Kenyû Horiuchi     | David Manet           |
| Hidan            | Masaki Terasoma    | Jean-Marc Delhausse   |
| Zetsu            | Nobuo Tobita       | Jean-Paul Clerbois    |
| Sasori           | Takahiro Sakurai   | Pierre Bodson         |
| Kakuzu           | Takaya Hashi       | Alexandre Crépet      |
| Kisame Hoshigaki | Tomoyuki Dan       | Jean-Michel Vovk      |
| Menma Namikaze   | Junko Takeuchi     | Carole Baillien       |
| Mebuki Haruno    | Kazue Ikura        | Julie Basecqz         |
| Kizashi Haruno   | Yasunori Matsumoto | Jean-Michel Vovk      |
| Chôza Akimichi   | Nobuaki Fukuda     | Philippe Résimont     |
| Inoichi Yamanaka | Daiki Nakamura     | Laurent Vernin        |
| Jiraya           | Houchu Ohtsuka     | Olivier Cuvellier     |

## Commentaires
Masashi Kishimoto, l'auteur et dessinateur du manga, est le scénariste ainsi que le directeur artistique de ce film.
Masashi Kishimoto a dessiné un chapitre spécial sur ce film. Le chapitre commence avec Tobi qui montre à Zetsu sa nouvelle technique, le Tsukuyomi Restreint, une ébauche du Tsukuyomi Infini. Et d'après Tobi, la cible de ce jutsu est Naruto Uzumaki. Le chapitre montre Naruto et ses amis qui vont aux bains publics mais un évènement va troubler l'ambiance : Rock Lee s'est introduit dans les vestiaires des filles et tout le monde le traîte de pervers, alors qu'il est tombé du toit et a atterri dans les vestiaires. Seul Naruto le défend et ramène ses amis à la raison quand Sakura voit que son soutien-gorge est accroché à la serviette de Naruto, qui tentait d'espionner les filles plus tôt. Le chapitre se finit avec Tobi et les autres membres de l'Akatsuki, Tobi commençant le Tsukuyomi Restreint.[réf. souhaitée]